# Crazy World (스콜피언스의 음반)
| 전문가 평가                      | 전문가 평가 |
| 평가 점수                        | 평가 점수   |
| 출처                             | 점수        |
| -------------------------------- | ----------- |
| AllMusic                         | [ 1 ]       |
| Classic Rock                     | [ 2 ]       |
| Collector's Guide to Heavy Metal | 5/10        |
| Forces Parallèles                | [ 4 ]       |
| Rock Hard                        | 8.0/10      |

《Crazy World》는 1990년 11월 6일에 발매된 독일의 하드 록 밴드 스콜피언스의 열한 번째 스튜디오 음반이다. 이 음반은 1991년 빌보드 200 차트에서 21위로 정점을 찍었다. 같은 해 〈Wind of Change〉는 빌보드 핫 100에서 4위에 올랐고 〈Send Me an Angel〉은 같은 차트에서 44위에 올랐다. 《Crazy World》는 베이시스트 프랜시스 부흐홀츠가 참여한 마지막 음반이며, 그 정도라면 밴드의 클래식 라인업을 마지막으로 수록한 음반이다. 이 음반은 또한 〈Kicks After Six〉라는 작가로서 부흐홀츠를 신용할 수 있는 유일한 스콜피언스 트랙을 가지고 있다. 이 음반은 디터 더크스가 프로듀싱하지 못한 10년 반 만의 음반으로, 마지막 "클래식" 스콜피언스 음반으로 널리 알려져 있다. 영국에서는 1991년 11월 영국 축음기 협회의 실버 인증(6만장 판매)을 획득한 유일한 스콜피언스 음반으로 남아 있다. 미국에서는 1984년에 발매된 《Love at First Sting》의 두 번째 베스트셀러 음반이며, 미국 음반 산업 협회의 최소 골드를 인증 받은 마지막 음반이다.
〈Hit Between the Eyes〉는 1992년 영화 《프리잭》의 엔딩 크레딧에서 연주되었다.

## 곡 목록
| #   | 제목                         | 작사·작곡                                                | 재생 시간 |
| --- | ---------------------------- | -------------------------------------------------------- | --------- |
| 1.  | 〈Tease Me Please Me〉       | 클라우스 마이네, 헤르만 레어벨, 마티아스 얍스, 짐 발란스 | 4:44      |
| 2.  | 〈Don't Believe Her〉        | 루돌프 쉥커, 레어벨, 마이네, 발란스                      | 4:55      |
| 3.  | 〈To Be with You in Heaven〉 | 쉥커, 마이네                                             | 4:48      |
| 4.  | 〈Wind of Change〉           | 마이네                                                   | 5:10      |
| 5.  | 〈Restless Nights〉          | 쉥커, 마이네, 레어벨, 발란스                             | 5:44      |
| 6.  | 〈Lust or Love〉             | 마이네, 레어벨, 발란스                                   | 4:22      |
| 7.  | 〈Kicks After Six〉          | 레어벨, 마이네, 프란시스 벅홀츠, 발란스                  | 3:49      |
| 8.  | 〈Hit Between the Eyes〉     | 쉥커, 마이네, 레어벨, 발란스                             | 4:33      |
| 9.  | 〈Money and Fame〉           | 잡스, 레어벨                                             | 5:06      |
| 10. | 〈Crazy World〉              | 마이네, 쉥커, 레어벨, 발란스                             | 5:08      |
| 11. | 〈Send Me an Angel〉         | 쉥커, 마이네                                             | 4:32      |

## 인증
| 국가                                                  | 인증        | 판매량/출하량 |
| ----------------------------------------------------- | ----------- | ------------- |
| 오스트리아 (IFPI 오스트리아)                          | 플래티넘    | 50,000*       |
| 캐나다 (뮤직 캐나다)                                  | 2× 플래티넘 | 200,000^      |
| 핀란드 (Musiikkituottajat)                            | 골드        | 40,716        |
| 독일 (BVMI)                                           | 2× 플래티넘 | 1,000,000^    |
| 이탈리아 (FIMI)                                       | 골드        | 100,000*      |
| 멕시코 (AMPROFON)                                     | 골드        | 100,000^      |
| 네덜란드 (NVPI)                                       | 골드        | 50,000^       |
| 노르웨이 (IFPI 노르웨이)                              | 골드        | 25,000*       |
| 스위스 (IFPI 스위스)                                  | 2× 플래티넘 | 100,000^      |
| 영국 (BPI)                                            | 실버        | 60,000^       |
| 미국 (RIAA)                                           | 2× 플래티넘 | 2,000,000^    |
| 요약                                                  |             |               |
| 동남아시아                                            | —           | 400,000       |
| 전 세계                                               | —           | 7,000,000     |
| *판매량을 기반으로 한 인증 ^출하량을 기반으로 한 인증 |             |               |